# إن تي تي
نيبون تلغراف أند تلفون (باليابانية: 日本電信電話株式会社 نيبون دينشين دينوا كابوشكيغايشا) أو اختصاراً إن تي تي NTT هي شركة اتصالات يابانية تعرف على أنها من تسيطر على قطاع الاتصالات في اليابان. تعتبر إن تي تي أكبر شركة اتصالات في آسيا وثالث أكبر شركة اتصالات في العالم من حيث الدخل. على الرغم من أن إن تي تي مدرجة ضمن بورصة طوكيو وبورصة نيويورك وبورصة لندن إلا أن الحكومة اليابانية لا تزال تملك أكثر من ثلث حصة الشركة بموجب قوانين إدارة شركة إن تي تي.

## تاريخ
تأسست شركة إن تي تي عام 1953 كشركة حكومية احتكارية، وتم تخصيصها عام 1985 لتشجيع المنافسة في قطاع الاتصالات.